# Pfafflar
Pfafflar este comună rurală din districtul Reutte, landul Tirol, Austria.
Se află la o altitudine de 1.314 m deasupra nivelului mării. Are o suprafață de 33,63 km². Populația este de 105 locuitori, determinată în 2021.